# Aida Rechena
Aida Maria Dionísio Rechena, conocida como Aida Rechena, (Monsanto) es una museóloga portuguesa, que formó parte de la Direção-Geral do Património Cultural de Portugal, además de ser directora del Museo Francisco Tavares Proença Júnior en Castelo Branco, del Museo Guarda, del Museo de Chiado y de la Casa-Museu Anastácio Gonçalves. En el periodo 2011-2018, fue premiada en cuatro ocasiones por la Asociación Portuguesa de Museología.

## Trayectoria
Rechena nació en la localidad portuguesa de Monsanto, en el municipio de Idanha-a-Nova. Se licenció en Historia por la Universidad de Lisboa en 1985 y se especializó en Arqueología en 1993. En 2003, obtuvo el master y en 2011 el doctorado en museología por la Universidad Lusófona de Humanidades y Tecnologías, enfocando su investigación en los ámbitos de la sociomuseología, la teoría museológica y la museología de género.
Desde la década de los 90, en paralelo a su carrera académica, Rechena se convirtió en técnico superior en la Dirección General de Educación en el Museo Angra do Heroísmo, antiguo Instituto Portugués de Patrimonio Arquitectónico, y en jefa de la División de Cultura del Ayuntamiento de Odivelas. También desempeñó funciones en la Dirección Regional de Castelo Branco del Instituto Portugués de Patrimonio Arquitectónico, siendo nombrada en 2005 Directora del Museo Francisco Tavares Proença Júnior en la misma localidad. En 2012, también comenzó a desarrollar funciones en la Dirección del Museo Guarda.
En septiembre de 2015, Rechena se convirtió en la nueva directora del Museo Nacional de Arte Contemporáneo, Museo de Chiado en Lisboa. Fue seleccionada para el puesto por concurso público siendo, según el jurado, la candidata que presentó "el proyecto más consistente e innovador para afrontar los retos del futuro" del museo. En este museo, Rechena aplicó el concepto de museología social como modelo de trabajo, al igual que ya había realizado en el resto de museos en los que había trabajado previamente para "en lugar de que los museos solo transmitan mensajes fijos y enseñen conocimientos, queremos promover el debate, el cuestionamiento y la participación de los visitantes".
En 2017, Rechena abandonó la Dirección del Museu do Chiado y pasó a formar parte de los servicios centrales de la Dirección General de Patrimonio Cultural de Portugal, entidad que supervisa los museos, palacios y monumentos nacionales. Además, desde 2016 es investigadora en la Universidad Lusófona de Humanidades y Tecnologías y en el Centro de Estudios Interdisciplinarios en Educación y Desarrollo. En 2018 se convirtió también en investigadora del Centro de Historia del Arte e Investigaciones Artísticas de la Universidad de Évora. Entre 2017 y 2020, Rechena también formó parte de la mesa de la Asamblea General de la Asociación Portuguesa de Museología.

## Obra
- 2017 - comisaria de la exposición Género na Arte. Identidad, resistencia y sexualidad corporal, expuesta de octubre de 2017 a marzo de 2018 en el Museo Nacional de Arte Contemporáneo - Museu do Chiado, Lisboa, en colaboración con Teresa Furtado. Esta exposición tuvo como objetivo reflexionar sobre la identidad, la diferencia y la pertenencia social, desde una perspectiva de género y ayudar a deshacer los estereotipos de género. Contó con obras de Alice Geirinhas, Ana Pérez-Quiroga, Ana Vidigal, Carla Cruz, Cláudia Varejão, Gabriel Abrantes, Horácio Frutuoso, João Gabriel, Maria Lusitano, Miguel Bonneville y Vasco Araújo.[9][10][11]
- 2011 - Sociomuseología y género: imágenes de mujeres en exposiciones de museos portugueses, tesis doctoral en Museología, Universidad de Humanidades y Tecnologías de habla portuguesa; Premio APOM 2012 en la categoría "Mejor Estudio de Museología".[1]
- 2003 - Procesos museológicos locales: panorama museológico de Beira Interior Sul, tesis del máster en Museología, Universidad Lusófona de Humanidades y Tecnologías.

## Reconocimientos
- 2018 - Premio APOM Obra en el Área de Museología por la exposición Género na Arte presentada en el Museo Nacional de Arte Contemporáneo, APOM - Asociación Portuguesa de Museología, Portugal.[4][12]
- 2017 - Premio de Cultura Arco-Íris ILGA, Portugal.
- 2014 - Premio APOM a la Innovación y la Creatividad por el proyecto Museu no Feminino - We, women..., desarrollado en el Museo Francisco Tavares Proença Júnior, APOM - Asociación Portuguesa de Museología, Portugal.
- 2012 - Premio APOM de Estudios en Museología por la tesis doctoral en Sociomuseología y Museología de género. Imágenes de mujeres en exposiciones de museos portugueses, APOM - Associação Portuguesa de Museologia, Portugal.
- 2011 - Prémio APOM Inovação e Criatividade - Proyecto del Centenario del Museo Francisco Tavares Proença Júnior, APOM - Asociación Portuguesa de Museología, Portugal.